# Bernard Võ Văn Duệ
Św. Bernard Võ Văn Duệ (wiet. Bênađô Võ Văn Duệ) (ur. 1755 r. w Quần Anh Hạ, prowincja Nam Định w Wietnamie – zm. 1 sierpnia 1838 r. w Ba Tòa w Wietnamie) – ksiądz, męczennik, święty Kościoła katolickiego.
Rodzice Bernarda Võ Văn Duệ byli chrześcijanami. Chociaż wcześnie zaczął przygotowywać się do kapłaństwa, jego nauka była wielokrotnie przerywana z powodu prześladowań. Święcenia kapłańskie przyjął w 1795 r. Aresztowano go 4 lipca 1838 r. W więzieniu spędził dwa miesiące, w czasie których często stawał przed sądem. Z powodu podeszłego wieku nie poddano go torturom. Ponieważ prześladowcy doszli do wniosku, że nie wyrzeknie się wiary, ani nie podepta krzyża, został skazany na śmierć i ścięty 1 sierpnia 1838 r. razem z Dominikiem Nguyễn Văn Hạnh.
Dzień wspomnienia: 24 listopada w grupie 117 męczenników wietnamskich.
Beatyfikowany 27 maja 1900 r. przez Leona XIII. Kanonizowany przez Jana Pawła II 19 czerwca 1988 r. w grupie 117 męczenników wietnamskich.